# 1月30日
1月30日（いちがつさんじゅうにち）は、グレゴリオ暦で年始から30日目に当たり、年末まであと335日（閏年では336日）ある。

## できごと
- 1165年（長寛2年12月17日） - 後白河法皇が平清盛に建立を命じた蓮華王院（三十三間堂）が完成。
- 1649年 - チャールズ1世の処刑（英語版）: 絶対王政を強行し議会と対立したイングランド国王チャールズ1世が、清教徒革命で処刑される。
- 1661年 - 2年前に亡くなったオリバー・クロムウェルが、国王チャールズ1世を処刑した反逆者として墓を暴かれ遺体が斬首される。
- 1703年（元禄15年12月14日）- 赤穂事件: 大石内蔵助ら旧赤穂藩士47人が吉良義央邸に討ち入り[1]。
- 1810年（文化6年12月25日） - 『大日本史』が江戸幕府に献上される。
- 1835年 - リチャード・ローレンス（英語版）がアンドリュー・ジャクソン米大統領の暗殺未遂事件を起こす。初の米大統領暗殺未遂事件。
- 1856年（安政2年12月23日） - 日蘭和親条約締結。
- 1862年 - アメリカ合衆国海軍初の装甲艦「モニター」が進水。
- 1877年 - 西郷隆盛が鹿児島県で主宰していた私学校の生徒が新政府に反発し、政府の武器を奪取。西南戦争の発端。
- 1877年 - パトリス・ド・マクマオン仏大統領が辞任。
- 1889年 - マイヤーリンク事件（英語版）: オーストリア皇太子ルドルフと愛人マリー・フォン・ヴェッツェラがマイヤーリングの狩猟館のベッドの上で拳銃で撃たれて死んでいるのを発見。
- 1902年 - 日英同盟がロンドンで締結。
- 1902年 - ウラジオストク - ハバロフスクの開通によりシベリア鉄道がほぼ全通。
- 1918年 - 豊田紡織（現：トヨタ紡織）設立。
- 1920年 - 東洋コルク工業（現：マツダ）設立。
- 1925年 - トルコの共和人民党政権がコンスタンディヌーポリ全地総主教コンスタンディノス6世を国外追放。
- 1926年 - 日本で若槻禮次郎が第25代内閣総理大臣に就任し、第1次若槻内閣が発足。
- 1933年 - ドイツでヒンデンブルク大統領がヒトラーを首相に指名。
- 1943年 - 大分県上津江村で大火。約815棟が焼失したほか、古刹の羅漢寺に延焼。本堂が焼失した[2]。
- 1945年 - 第二次世界大戦: 東プロイセンの避難民や傷病兵を乗せた客船「ヴィルヘルム・グストロフ」がソ連海軍の潜水艦により撃沈。9,343人が死亡。
- 1948年 - マハトマ・ガンディーがヒンドゥー至上主義者によって暗殺される。
- 1948年 - 第5回冬季オリンピック、サンモリッツ大会開催。2月8日まで。
- 1949年 - 千葉県で暴風。浦安町沖合で来日中のUP通信社副社長らが乗る和船が転覆して死者4人。また、利根川の渡し船が高岡村付近で転覆して死者・行方不明者19人[3]。
- 1950年 - 国鉄が「湘南型電車」を完成。長距離用電車の基本となる。
- 1952年 - モスクワ地下鉄5号線環状線がベラルースカヤ駅まで延伸。
- 1957年 - 相馬ヶ原演習場のアメリカ軍射撃場内で薬莢拾いの農婦がアメリカ軍兵士ジラードにより射殺される。（ジラード事件）
- 1959年 - 客船「ハンス・ヘトフト」が処女航海中に氷山に衝突して沈没。乗船していた95人が死亡した。
- 1962年 - 新潟県新発田市の加治川発電所建設現場で雪崩が発生。作業員9人が死亡、3人が重軽傷[4]。
- 1964年 - レインジャー計画: アメリカの月探査機「レインジャー6号」が打ち上げ。
- 1968年 - 南ベトナム解放民族戦線がサイゴン・フエなど南ベトナムの主要都市で大攻勢。（テト攻勢）
- 1969年 - ビートルズが予告無しでイギリス・ロンドンにあるアップル社屋上にて、最後のライブ「ルーフトップ・コンサート」を行う[5]。
- 1970年 - 日本にてこの日から公衆電話の市内通話料金が3分10円になる。
- 1972年 - 血の日曜日事件: 北アイルランド・ロンドンデリーでカトリック系住民のデモとイギリス治安部隊が衝突。市民13人が射殺され、少なくとも15人が負傷した[6]。
- 1972年 - パキスタンがイギリス連邦から脱退。
- 1974年 - 「日韓大陸棚協定」締結。
- 1974年 - パンアメリカン航空806便墜落事故。パンアメリカン航空の旅客機がアメリカ領サモアのパゴパゴ国際空港へ着陸中に墜落、乗員乗客101人のうち91人が死亡した[7]。
- 1976年 - ジョージ・H・W・ブッシュがCIA長官に就任。1977年1月20日まで。
- 1979年 - ヴァリグ・ブラジル航空967便遭難事故。
- 1982年 - 15歳の学生リッチ・スクレンタ（英語版）が世界初のコンピュータウイルス「エルク・クローナ」を作成。
- 1987年 - 東京証券取引所の平均株価が初めて2万円の大台を突破。
- 1988年 - 漫画家コンビ・藤子不二雄がコンビ解消を発表。
- 1990年 - 成田空港問題: 運輸大臣の江藤隆美が三里塚芝山連合空港反対同盟（熱田派）と対話。
- 1996年 - 百武裕司が百武彗星を発見。
- 2004年 - 東急東横線のうち、横浜駅 - 桜木町駅間の運行終了[8]。
- 2011年 - 東京ドームシティアトラクションズの「スピニングコースター舞姫」で男性が転落死する事故が発生[9]。
- 2023年 - パキスタン北西部、ペシャワルのモスク（イスラム教の礼拝堂）で自爆テロが発生し、200人近くが死傷した[10]。

## 誕生日

### 人物
- 133年 - ディディウス・ユリアヌス、ローマ皇帝（+ 193年）
- 1697年 - ヨハン・ヨアヒム・クヴァンツ、フルート演奏家、作曲家（+ 1773年）
- 1720年 - ベルナルド・ベッロット、画家（+ 1780年）
- 1781年 - アーデルベルト・フォン・シャミッソー、詩人、植物学者（+ 1838年）
- 1836年 （天保6年12月13日）- 真田幸教、第9代松代藩主 （+ 1869年）
- 1869年（明治元年12月18日）- 永井道明、体育学者（+ 1950年）
- 1879年 - 鳥井信治郎、経営者、サントリー創業者（+ 1962年）
- 1882年 - フランクリン・ルーズベルト、政治家、第32代アメリカ合衆国大統領（+ 1945年）
- 1883年 - 秋田雨雀、劇作家、詩人、童話作家（+ 1962年）
- 1884年 - 東儀哲三郎、音楽家、ヴァイオリン奏者、指揮者（+ 1952年）
- 1888年 - 緒方竹虎、政治家、自由党総裁、ジャーナリスト（+ 1956年）
- 1889年 - 賀屋興宣、政治家（+ 1977年）
- 1894年 - ボリス3世、ブルガリア王（+ 1943年）
- 1895年 - ヴィルヘルム・グストロフ、スイス・ナチスの指導者（+ 1936年）
- 1897年 - 中島武市、政治家、実業家（+ 1978年）
- 1898年 - 佐々木孝丸、俳優、プロレタリア作家、演出家（+ 1986年）
- 1899年 - マックス・タイラー、ウイルス学者（+ 1972年）
- 1901年 - ルドルフ・カラツィオラ、レーシングドライバー（+ 1959年）
- 1901年 - 解良富太郎、歌人、法学者（+ 1937年）
- 1903年 - 近藤真柄、社会主義者（+ 1983年）
- 1903年 - ジョージ・イヴリン・ハッチンソン、動物学者（+ 1991年）
- 1905年 - 斎藤寅次郎、映画監督（+ 1982年）
- 1907年 - 高見順、小説家（+ 1965年）
- 1912年 - 川上源一、経営者、ヤマハ発動機創業者（+ 2002年）
- 1915年 - ジョン・プロヒューモ、政治家、イギリス陸相（+ 2006年）
- 1916年 - 下畑卓、児童文学作家（+ 1944年）
- 1919年 - フレッド・コレマツ、日系人の強制収容に反対した権利擁護活動家 (+ 2005年)
- 1920年 - 長谷川町子、漫画家（+ 1992年）
- 1921年 - 三善信二、官僚、政治家（+ 1979年）
- 1924年 - ロイド・アリグザンダー、児童文学・ファンタジー作家（+ 2007年）
- 1924年 - 長船騏郎、全日本アマチュア野球連盟会長（+ 2007年）
- 1925年 - ダグラス・エンゲルバート、マウス発明者（+ 2013年）
- 1925年 - ドロシー・マローン、女優（+ 2018年）
- 1926年 - 駒田桂二、元プロ野球選手（+ 2012年）
- 1927年 - オロフ・パルメ、政治家、スウェーデン首相（+ 1986年）
- 1927年 - 熊倉一雄、俳優、声優、演出家（+ 2015年）
- 1928年 - 大野靖子、脚本家（+ 2011年）
- 1928年 - 遠藤太津朗、俳優（+ 2012年）
- 1929年 - ロジャー・シェパード、認知科学者
- 1930年 - ジーン・ハックマン、俳優（+ 2025年）
- 1932年 - 横山ノック、政治家、漫才師（+ 2007年）
- 1935年 - リチャード・ブローディガン、詩人（+ 1984年）
- 1937年 - 斑目力曠、実業家
- 1937年 - 常田富士男、俳優、ナレーター（+ 2018年）
- 1937年 - ボリス・スパスキー、チェスプレイヤー（+ 2025年）
- 1937年 - ヴァネッサ・レッドグレイヴ、女優
- 1938年 - イスラム・カリモフ、政治家、ウズベキスタン大統領（+ 2016年）
- 1941年 - ディック・チェイニー、政治家
- 1941年 - グレゴリー・ベンフォード、SF作家
- 1941年 - みつはしちかこ、漫画家
- 1943年 - 三條正人、歌手（+ 2017年）
- 1943年 - デーブ・ジョンソン、元プロ野球選手
- 1944年 - リン・ハレル、チェリスト（+ 2020年）
- 1948年 - 芥川澄夫、歌手（トワ・エ・モワ）、音楽プロデューサー
- 1948年 - 柳ジョージ、ミュージシャン（+ 2011年）
- 1948年 - 吉野彰、化学者、ノーベル化学賞受賞者
- 1948年 - 北原照久、玩具コレクター
- 1949年 - 団時朗、俳優（+ 2023年）
- 1949年 - ピーター・アグレ、分子生物学者
- 1949年 - 亀和田武、雑誌編集者、作家
- 1951年 - フィル・コリンズ、ミュージシャン
- 1954年 - 外山千也、医師、厚生労働技官、地方公務員
- 1956年 - 土屋圭市、元レーシングドライバー
- 1958年 - 石川さゆり、歌手
- 1958年 - 柴崎幸三、撮影技師
- 1959年 - セルゲイ・バブーリン、政治家
- 1962年 - アブドゥッラー2世、ヨルダン国王
- 1963年 - 鮫島克也、騎手
- 1963年 - 一見勝之、政治家
- 1964年 - 川添智久、音楽家
- 1964年 - 谷川竜太郎、元俳優、実業家
- 1965年 - 青山穣[11]、声優
- 1965年 - 田鹿千華、元アナウンサー
- 1968年 - 松本典子、アイドル、タレント
- 1968年 - ぜんじろう、お笑いタレント
- 1968年 - 小林至、元プロ野球選手
- 1968年 - 飛鳥幸一、俳優
- 1970年 - 岸川登俊、元プロ野球選手
- 1970年 - 鈴木麻里子、声優
- 1970年 - 油井亀美也、JAXA宇宙飛行士
- 1972年 - 山中聡、俳優
- 1973年 - 加藤紀子、女優、タレント
- 1974年 - クリスチャン・ベール、俳優
- 1974年 - オリヴィア・コールマン、女優
- 1974年 - 本田誠人、俳優（+ 2021年）
- 1975年 - 吉村由美、歌手（PUFFY）
- 1975年 - ジュニーニョ・ペルナンブカーノ、元サッカー選手
- 1976年 - 北林実季、女優
- 1976年 - 小野大介、実業家
- 1977年 - 新井貴浩、元プロ野球選手、監督
- 1977年 - 夕樹舞子、AV女優、ストリッパー
- 1978年 - 板倉俊之、お笑いタレント（インパルス）
- 1978年 - 梅津弥英子、フジテレビアナウンサー
- 1979年 - 川島令美、タレント
- 1980年 - 菅野文、漫画家
- 1981年 - 樋口智恵子、声優
- 1981年 - 榎木智一、俳優
- 1981年 - 久保田智之、元プロ野球選手
- 1981年 - 橋本直哉、騎手
- 1981年 - ディミタール・ベルバトフ、サッカー選手
- 1981年 - ピーター・クラウチ、元サッカー選手
- 1982年 - 岩政大樹、元サッカー選手、指導者
- 1982年 - 徳山秀典、俳優、歌手
- 1983年 - 庄司紗矢香、ヴァイオリニスト
- 1984年 - 会田有志、元プロ野球選手
- 1984年 - 琴奨菊和弘、元大相撲力士、年寄14代秀ノ山
- 1984年 - 葛岡碧、ファッションモデル
- 1984年 - ジェレミー・ハーミッダ、プロ野球選手
- 1985年 - 中込真理子、アナウンサー
- 1985年 - 森下悠里、タレント、元グラビアアイドル
- 1985年 - 尾上松也 (2代目)、歌舞伎役者、俳優
- 1986年 - 下田麻美、声優
- 1986年 - たかし、お笑いタレント（トレンディエンジェル）
- 1986年 - マーク・ロジャース、プロ野球選手
- 1986年 - ニック・エバンス、プロ野球選手
- 1986年 - 河本ロバート、元プロ野球選手
- 1987年 - アルダ・トゥラン、サッカー選手
- 1987年 - ルイス・ガルシア、プロ野球選手
- 1987年 - アザマト・ムカノフ、柔道選手
- 1988年 - 鈴原あいみ、モデル、タレント
- 1989年 - 稲田美紀、お笑いタレント (紅しょうが)
- 1990年 - 藤岡涼音、女優
- 1990年 - 乾達朗、元サッカー選手
- 1992年 - 吉村紗也香、カーリング選手
- 1992年 - 山本聡紀、騎手
- 1993年 - 赤間信一、元アイドル（元関西ジャニーズJr.）
- 1993年 - 千賀滉大、プロ野球選手
- 1993年 - カネコアヤノ、シンガーソングライター
- 1993年 - 榊梨々亜、元AV女優
- 1994年 - いなせあおい、声優
- 1994年 - 佐藤頼子、ファッションモデル
- 1994年 - 白戸佳奈、元アイドル（元Dorothy Little Happy）
- 1994年 - 大筋由里桂、元タレント、元キャスター
- 1995年 - 岩佐美咲、演歌歌手（元AKB48）
- 1995年 - 鬼頭さくら、プロゴルファー
- 1995年 - 田中真琴、モデル
- 1995年 - マルコス・ジョレンテ、サッカー選手
- 1995年 - オン・ユーシン、バドミントン選手
- 1996年 - 坂田侑紀奈、バスケットボール選手
- 1996年 - ネス、ダンサー（REAL AKIBA BOYZ)
- 1999年 - 竹内菜々、アイドル（元Dorothy Little Happy）
- 1999年 - 今川碧海、アイドル（MeseMoa.）
- 1999年 - 宮乃風陽、大相撲力士
- 2000年 - 西田有志、バレーボール選手
- 2000年 - 駒木根葵汰、俳優
- 2000年 - 明日葉みつは、AV女優
- 2002年 - 清原果耶、女優、ファッションモデル
- 2003年 - 村上悠華、AV女優
- 2004年 - 辺土名茶三海、元子役
- 2005年 - まいきち、TikToker、YouTuber
- 2005年 - 古川結菜、ファッションモデル
- 2005年 - ドフン、アイドル（TWS）
- 2006年 - 佐々木心菜、アイドル（ME:I）
- 2006年 - 佐々木ほのか、アイドル（アップアップガールズ（2））
- 2007年 - 江端妃咲、アイドル（Juice=Juice）
- 2007年 - 岸本佑也、プロ野球選手
- 2009年 - 五十嵐陽向、子役
- 生年不詳 - 大藪拓、ミュージシャン（元三枝夕夏IN db）
- 生年不詳 - 小林梓、歌手（元カントリー娘。）
- 生年不詳 - 川庄美雪[12]、声優
- 生年不詳 - 計名さや香、声優

### 人物以外（動物など）
- 2013年 - サトノダイヤモンド、競走馬

## 忌日

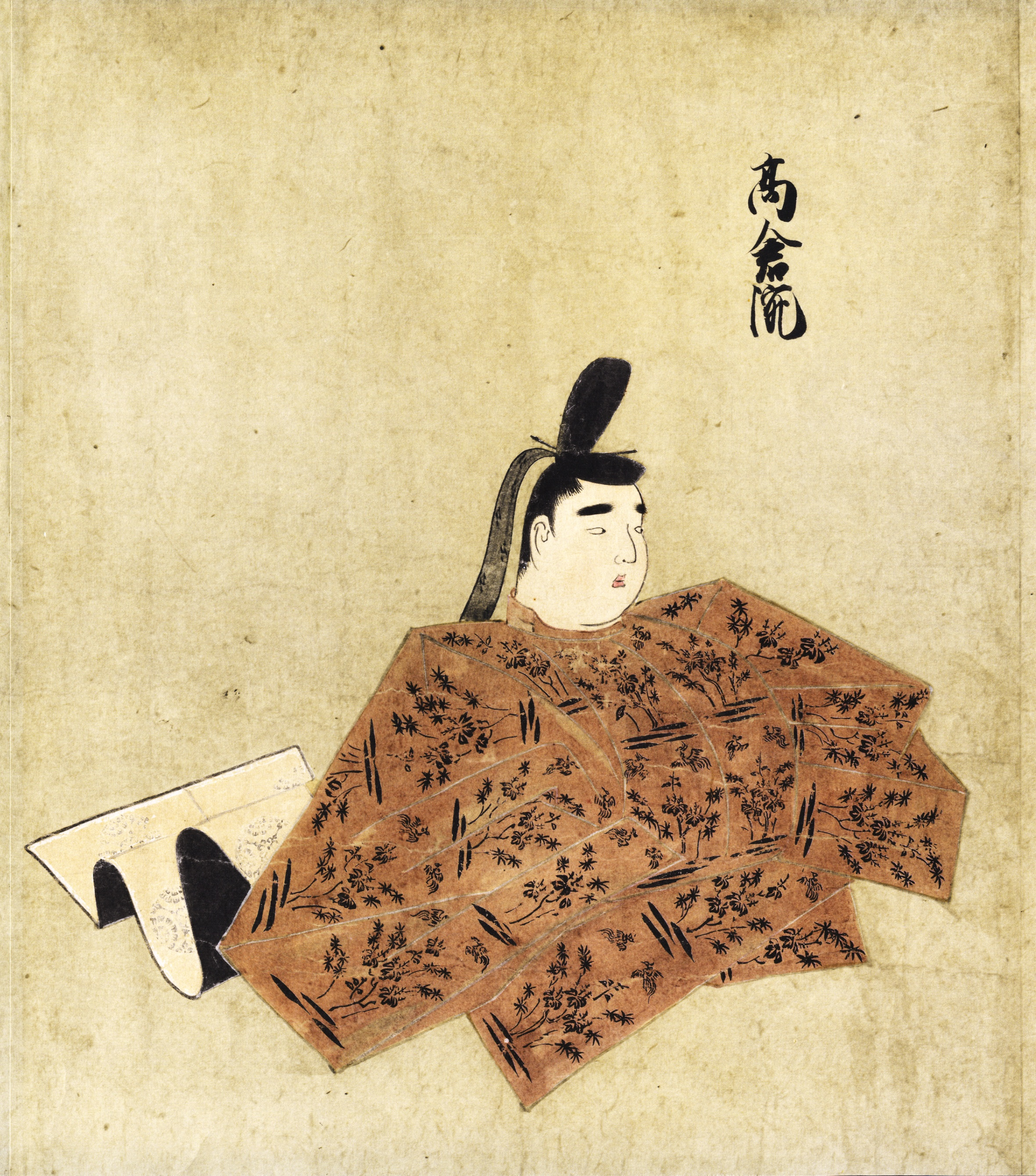
第80代天皇高倉天皇(1161-1181)崩御。皇后は平清盛の娘徳子（建礼門院）。笛の名手と謡われた。

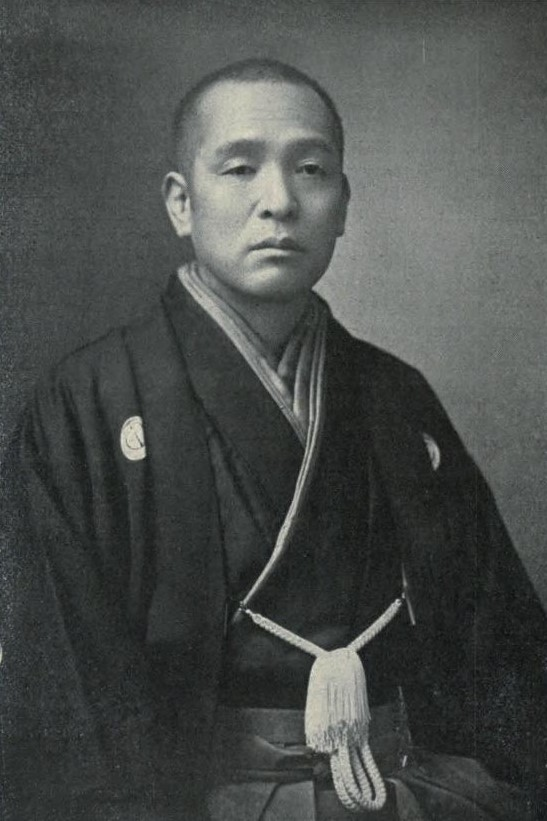
出版人亀井忠一(1856-1936)没。三省堂書店、三省堂を創業した。

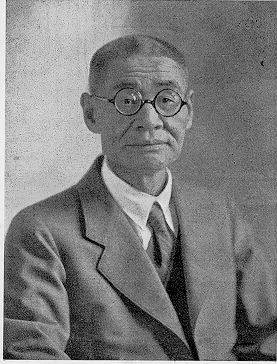
国語学者橋本進吉(1882-1945)没。橋本が提唱した橋本文法は、学校文法に採用された。

- 757年（天平勝宝9歳1月6日） - 橘諸兄、政治家、歌人（* 684年）
- 1181年（治承5年1月14日） - 高倉天皇、第80代天皇（* 1161年）
- 1649年 - チャールズ1世、イングランド王（* 1600年）
- 1652年 - ジョルジュ・ド・ラ・トゥール、画家（* 1593年）
- 1730年 - ピョートル2世、ロマノフ朝第7代ツァーリ、第3代ロシア皇帝（* 1715年）
- 1743年（寛保3年1月5日） - 生島新五郎、歌舞伎役者（* 1671年）
- 1781年（安永10年1月7日） - 曾我蕭白、絵師（* 1730年）
- 1806年 - ビセンテ・マルティーン・イ・ソレル、作曲家（* 1754年）
- 1820年 - ヨーゼファ・バルバラ・アウエルンハンマー、作曲家、ピアニスト（* 1758年）
- 1834年 - ザカリアス・ゴンサレス・ベラスケス、画家（* 1763年）
- 1849年 - ピーター・デ・ウイント、画家（* 1784年）
- 1858年 - コンラート・ヤコブ・テミンク、鳥類学者（* 1778年）
- 1867年（慶応2年12月25日） - 孝明天皇、第121代天皇（* 1831年）
- 1872年 - フランシス・ロードン・チェスニー、軍人、探検家（* 1789年）
- 1891年 - シャルル・シャプラン、画家、版画家（* 1825年）
- 1903年 - 中島歌子、歌人（* 1845年）
- 1914年 - 石井十次、岡山孤児院創設者（* 1865年）
- 1916年 - クレメンツ・マーカム、地理学者、探検家、著作家（* 1830年）
- 1928年 - ヨハネス・フィビゲル 、病理学者、ノーベル生理学・医学賞受賞者（* 1867年）
- 1936年 - 亀井忠一、出版人、三省堂書店・三省堂創業者（* 1856年）
- 1936年 - 中條精一郎、建築家（* 1868年）
- 1945年 - 橋本進吉、言語学者（* 1882年）
- 1946年 - 河上肇、経済学者（* 1879年）
- 1946年 - 安倍寛、政治家、木材商（* 1894年）
- 1947年 - 大和田荘七、実業家、大和田銀行・久二貯金銀行設立者（* 1857年）
- 1948年 - マハトマ・ガンディー、宗教家、独立運動家（* 1869年）
- 1948年 - オーヴィル・ライト、飛行機の発明者（* 1871年）
- 1948年 - ハーブ・ペノック、プロ野球選手（* 1894年）
- 1949年 - 上田碩三、ジャーナリスト、実業家、元電通社長（* 1886年）
- 1951年 - フェルディナント・ポルシェ、自動車エンジニア（* 1875年）
- 1958年 - エルンスト・ハインケル、飛行機設計者（* 1888年）
- 1962年 - グスタフ・ストレームベリ、天文学者（* 1882年）
- 1963年 - フランシス・プーランク、作曲家（* 1899年）
- 1967年 - エディ・トーラン、陸上競技選手、1932年ロサンゼルス五輪金メダリスト（* 1908年）
- 1969年 - 川石酒造之助、柔道家（* 1899年）
- 1969年 - ドミニク・ピール、司祭、ノーベル平和賞受賞者（* 1910年）
- 1970年 - 南喜一、実業家、大日本再生製紙共同設立者、元国策パルプ（現日本製紙）会長、元ヤクルト本社会長（* 1893年）
- 1972年 - パーヴェル・ロマン、フィギュアスケート選手（* 1943年）
- 1976年 - アルノルト・ゲーレン、哲学者、社会学者（* 1904年）
- 1976年 - 石垣純二、医事評論家（* 1912年）
- 1980年 - 岩下俊作、小説家（* 1906年）
- 1981年 - 宮本常一、民俗学者（* 1907年）
- 1982年 - スタンリー・ホロウェイ、俳優、コメディアン（* 1890年）
- 1982年 - ライトニン・ホプキンス、ブルース・ミュージシャン（* 1912年）
- 1984年 - アレハンドロ・ゴイコエチェア、鉄道技術者（* 1895年）
- 1984年 - 佐山俊二、コメディアン、俳優（* 1918年）
- 1985年 - 尾見半左右、通信技術者、元富士通研究所社長・神戸工業社長・富士電機化学社長（* 1901年）
- 1986年 - シェベシュ・グスターヴ、サッカー選手、指導者（* 1906年）
- 1989年 - 栗原俊夫、政治家（* 1909年）
- 1991年 - 河文雄、プロ野球選手（* 1924年）
- 1991年 - ジョン・バーディーン、物理学者、ノーベル物理学賞受賞者（* 1908年）
- 1992年 - フランシス・バーチ、地球科学者、原子爆弾リトルボーイ開発者（* 1903年）
- 1993年 - 森泰吉郎、実業家、森ビル創業者（* 1904年）
- 1993年 - 服部良一、作曲家（* 1907年）
- 1994年 - ピエール・ブール、小説家（* 1912年）
- 1994年 - 豊田穣、小説家（* 1920年）
- 1995年 - ジェラルド・ダレル、作家、動物保護家、ジャージー動物園設立者（* 1925年）
- 1995年 - 奈良和、アナウンサー（* 1934年）
- 1996年 - 里見宗次、グラフィックデザイナー（* 1904年）
- 1997年 - 山岸二郎、テニス選手（* 1912年）
- 1997年 - 内堀保、元プロ野球選手（* 1917年）
- 1998年 - サミュエル・アイレンベルグ、数学者（* 1913年）
- 2002年 - インゲ・モラス、写真家（* 1923年）
- 2004年 - 藤井澄二、機械工学者、東京大学・東京電機大学名誉教授、富山県立大学初代学長（* 1920年）
- 2004年 - ノラ・グルムリーコヴァー、ヴァイオリニスト（* 1930年）
- 2004年 - 土田正顕、官僚、第25代国税庁長官、初代東京証券取引所社長（* 1936年）
- 2006年 - ウェンディ・ワッサースタイン、劇作家（* 1950年）
- 2007年 - シドニィ・シェルダン、脚本家、小説家（* 1917年）
- 2007年 - 桂田光喜、実業家、元電通副社長（* 1933年）
- 2008年 - 岡野良定、サッカー選手、実業家、三菱重工業サッカー部（現浦和レッズ）創設者、元三菱自動車工業会長（* 1916年）
- 2008年 - あおやま英雄、漫画家（* 1953年）
- 2009年 - 森岡貞香、歌人（* 1916年）
- 2009年 - 内村剛介、ロシア文学者、評論家（* 1920年）
- 2009年 - インゲマル・ヨハンソン、プロボクサー、元ヘビー級世界王者（* 1932年）
- 2009年 - テディ・メイヤー、実業家、元F1マクラーレンチーム代表（* 1935年）
- 2010年 - 井倉和也、銀行家、元滋賀銀行頭取（* 1921年）
- 2010年 - 川村たかし、児童文学作家（* 1931年）
- 2011年 - 倉田卓次、裁判官、公証人、弁護士、元東京高等裁判所判事（* 1922年）
- 2011年 - 安岡路洋、古美術鑑定士（* 1927年）
- 2011年 - ジョン・バリー、作曲家（* 1933年）
- 2012年 - 川原正人、実業家、第13代日本放送協会会長（* 1921年）
- 2012年 - 綿貫礼子、科学ライター、エコロジスト（* 1928年）
- 2012年 - 久世敏雄、心理学者、名古屋大学名誉教授（* 1930年）
- 2013年 - 飯野陽一郎、政治家、元福島県喜多方市長（* 1924年）
- 2013年 - 加藤寛、経済学者（* 1926年）
- 2013年 - 藤田玄播、作曲家、編曲家（* 1937年）
- 2014年 - アーサー・ランキン・Jr、アニメーション作家（* 1924年）
- 2014年 - 戸田壽一、実業家、日本警備保障（現セコム）共同創業者（* 1932年）
- 2014年 - 渥美東洋、法学者、中央大学名誉教授、警察大学校名誉教授（* 1935年）
- 2015年 - カール・ジェラッシ、化学者、小説家、劇作家（* 1923年）
- 2015年 - ジェリュ・ジェレフ、政治家、第2代ブルガリア共和国大統領（* 1935年）
- 2015年 - 河口俊彦、将棋棋士、将棋ライター（* 1936年）
- 2015年 - 後藤健二、フリージャーナリスト（* 1967年）
- 2017年 - 丹生潔、物理学者、名古屋大学名誉教授（* 1925年）
- 2017年 - 木村重信、美術史家、大阪大学・京都市立芸術大学名誉教授、兵庫県立美術館名誉館長、元国立国際美術館館長（* 1925年）
- 2017年 - 福井高行、実業家、元カルピス食品工業（現アサヒ飲料）社長（* 1926年）
- 2017年 - 三輪匡男、薬学者、生化学者、静岡県立大学名誉教授（* 1942年）
- 2018年 - チャールズ・リンドブロム、政治学者、エール大学名誉教授（* 1917年）
- 2018年 - 大峯顕、哲学者、浄土真宗僧侶、俳人、大阪大学名誉教授、元龍谷大学教授（* 1929年）
- 2018年 - 北岡隆、実業家、元三菱電機社長（* 1931年）
- 2018年 - アゼリオ・ビチーニ、サッカー選手（* 1933年）
- 2018年 - 町田睿、銀行家、元荘内銀行頭取、元東北公益文科大学学長（* 1938年）
- 2018年 - 有賀さつき、アナウンサー、タレント（* 1965年）
- 2018年 - マーク・サリング、俳優、歌手（* 1982年）
- 2019年 - 高良和武、放射光科学者、東京大学名誉教授、高エネルギー加速器研究機構名誉教授（* 1921年）
- 2019年 - 長野重一、写真家（* 1925年）
- 2019年 - ディック・ミラー、俳優、脚本家、演出家（* 1928年）
- 2019年 - 江口徹、素粒子物理学者、東京大学名誉教授、京都大学基礎物理学研究所元所長（* 1948年）
- 2020年 - 無量塔蔵六、ヴァイオリン製作者（* 1927年）
- 2020年 - バリー・ギルバート、発明家、電子工学者（* 1937年）
- 2020年 - 藤田宜永、小説家（* 1950年）
- 2020年 - ジョン・アンドレッティ、レーシングドライバー（* 1963年）
- 2021年 - 越智通雄、官僚、政治家、第41・44代経済企画庁長官、第2代金融再生委員会委員長（* 1929年）
- 2021年 - 鄭相永、実業家、KCCグループ創設者（* 1937年）
- 2021年 - 鏡味仙三郎、太神楽曲芸師（* 1946年）
- 2021年 - 東京丸、漫才師（* 1946年）
- 2021年 - 峰さを理、女優、元宝塚歌劇団星組（* 1952年）
- 2021年 - 本田誠人、俳優（* 1974年）
- 2021年 - ソフィー、ミュージシャン、音楽プロデューサー、DJ（* 1986年）
- 2023年 - ボビー・ハル、アイスホッケー選手（* 1939年）
- 2024年 - 羽鳥博愛、英語教育学者（* 1926年）
- 2024年 - 沓掛哲男、官僚、政治家（* 1929年）
- 2024年 - 原子修、詩人、劇作家（* 1932年）
- 2024年 - ヒントン・バトル、俳優（* 1956年）
- 2025年 - 三光長治、音楽学者、ドイツ文学者、埼玉大学名誉教授（* 1928年）
- 2025年 - ディック・バトン、フィギュアスケート選手、1948年サンモリッツ五輪・1952年オスロ五輪金メダリスト（* 1929年）
- 2025年 - 戸成義則、政治家、第8代広島県府中市長（* 1941年）
- 2025年 - マリアンヌ・フェイスフル、歌手、俳優（* 1946年）

## 記念日・年中行事
- 殉教者の日（英語版）（ インド）
1948年のこの日、マハトマ・ガンディーが暗殺された。
- 3分間電話の日（ 日本）
1970年（昭和45年）、公衆電話からの市内通話の料金が3分で10円になった。それまでは1通話10円で、時間は無制限だった。
- 孝明天皇祭（ 日本）
宮中祭祀の一つ。孝明天皇が崩御した日で、皇居内の皇霊殿と孝明天皇の陵所である京都の月輪東山陵で祭典が行われる。孝明天皇が崩御したのは慶応2年12月25日（旧暦）で、当初は仏式で行われ、明治3年から神式で行われるようになった。明治5年の太陽暦採用に伴い、新暦に換算した1月30日に行われるようになった。